# El esclavo del demonio

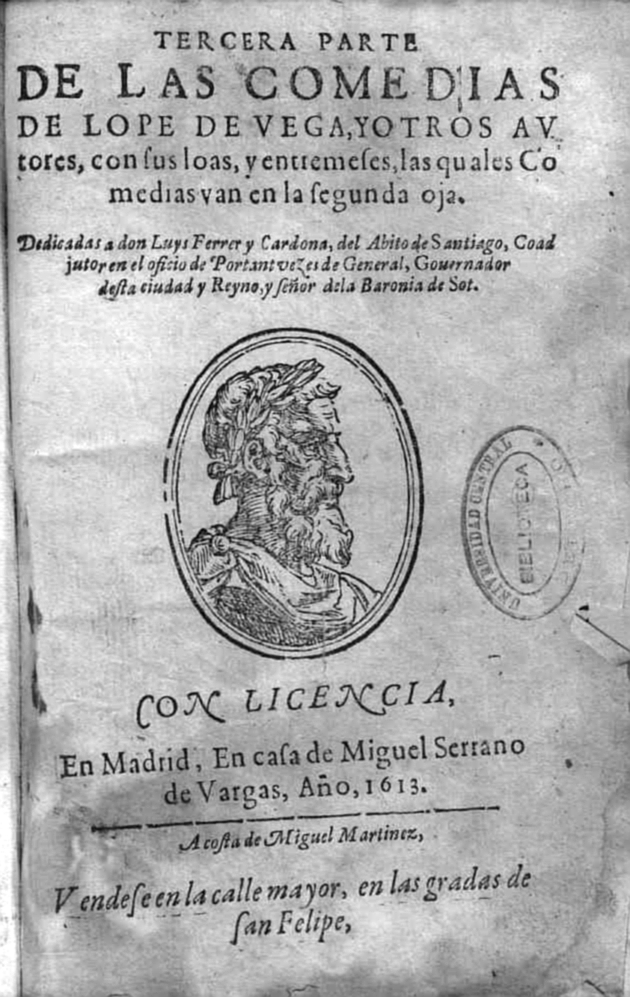
Portada de una edición de la Tercera parte de las comedias de Lope de Vega y otros autores, donde apareció publicada El esclavo del demonio.

El esclavo del demonio es un drama de tema fáustico de Antonio Mira de Amescua publicado en 1612 (y compuesto no mucho antes de esa fecha) en la Tercera parte de las comedias de Lope de Vega y otros autores, que está considerado la obra cumbre de su autor e influyó decisivamente en el El mágico prodigioso de Calderón. La obra reúne las mejores virtudes de Mira de Amescua como dramaturgo, como son la constante creación de escenas de intenso dramatismo, la naturalidad y fuerza de su verso y la energía de los caracteres protagonistas, especialmente el de don Gil, cuyo vigor se enfrenta a fuerzas sobrenaturales tanto divinas como demoníacas. En 1657 El esclavo del demonio fue imitado por Agustín Moreto, Jerónimo de Cáncer y Velasco y Matos Fragoso en la obra titulada Caer para levantar, cuya primera jornada se debe a Agustín Moreto.

## Argumento

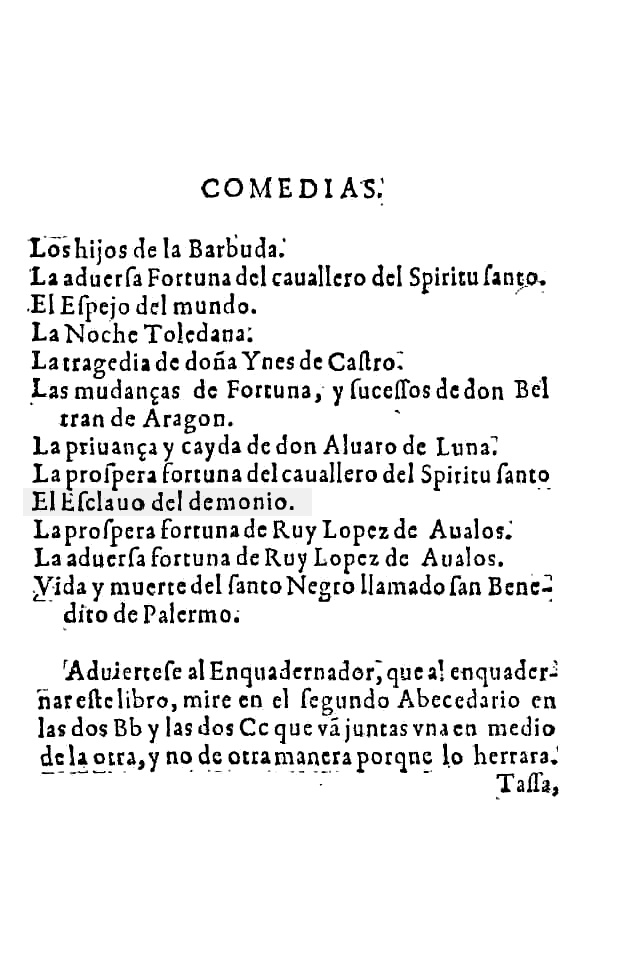
Índice de la Tercera parte de las comedias de Lope de Vega y otros autores. Se ha subrayado en gris claro El esclavo del demonio.

Don Gil, un hombre sabio y religioso, es tentado por una ocasión que se le presenta de gozar de la sensualidad con Lisarda y la aprovecha, emprendiendo a partir de ese momento un camino sin retorno que le llevará a pactar con el diablo. Lisarda se encuentra en la misma situación, pues ha transgredido la autoridad de su padre negándose a casar con el pretendiente que le propuso. Los dos se sitúan al margen de los valores establecidos en la época y se arrojan al camino diabólico en una impetuosa fuga hacia adelante, convirtiéndose en bandoleros que viven y actúan ajenos a la moral vigente, llevando a cabo toda suerte de actos delictivos. Son así, figuras diabólicas, que encarnan todas las maldades que se pueden atribuir al demonio. Son ahora «esclavos del demonio» que no atienden más que a su faceta carnal y a entregarse a las bajas pasiones. La aparición del diablo, llamado Angelio, colma la perfidia de Gil, que le vende su alma a cambio de aprender nigromancia para gozar a la hermana de Lisarda, Leonor, de quien se acaba de enamorar. Lisarda, personaje contradictorio y llevado por sus impulsos, vuelve a la vista a Dios, aunque para purgar sus pecados se vea humillada a la condición de esclava. El encuentro final de Gil con Leonor, hace que se descubra el engaño, pues desaparece ante su vista cuando pretendía haberla conseguido, motivo que luego se repetirá en El mágico prodigioso calderoniano. Sin embargo, y a diferencia del Doctor Fausto de Marlowe (escrita a fines del siglo XVI), este es el arranque del desengaño para Gil, que descubre con ello su error. La verdad divina le ha sido, tras tantas horrendas peripecias, al fin desvelada, volviendo a su ser primero de hombre religioso, sabio y virtuoso por intercesión del ángel de la guarda, que vence en combate al demonio y reintegra la cédula del pacto (otro motivo que reaparece en el drama de Calderón) al renovado don Gil. El hecho de que se sustituya en este punto la mediación de la Virgen (que era lo habitual en las leyendas tradicionales) por la del ángel de la guarda, puede deberse al propósito de enfatizar que este ángel es una faceta del libre albedrío del hombre, que es quien realmente acaba venciendo a la maldad.
Los personajes de El esclavo del demonio están diseñados con indudable energía, si bien la trama incurre en un exceso de anécdotas no necesarias para la comprensión cabal del tema tratado. Se le ha achacado a Mira que los protagonistas experimentan cambios extremos y poco justificados, pero es ahí precisamente donde radica la fuerza de la obra, que muestra cómo las pasiones humanas pueden arrebatar la voluntad. La vorágine de atrocidades y conversiones por la que discurre la obra es una buena metáfora del tema del desengaño barroco y de la inconsistencia moral humana.

## Ediciones

### Ediciones antiguas
- Edición príncipe en Tercera parte de las comedias de Lope de Vega y otros autores, Barcelona, Sebastián de Cormellas, 1612, 205r.º - 232v.º
- Tercera parte de las Comedias de Lope de Vega y otros autores : con sus loas y entremeses..., Madrid, Miguel Martínez, 1613.

### Ediciones modernas
- Edición de Ángel Valbuena Prat en Teatro I: «El esclavo del demonio». «Pedro Telonario», Madrid, La Lectura (Clásicos Castellanos), 1926.
- Edición de James Agustín Castañeda, Madrid, Cátedra (Letras Hispánicas, 113), 1980.